# Listă de filme sovietice din 1927
- Filme sovietice din: 1926 — 1927 — 1928

Aceasta este o listă de filme produse în Uniunea Sovietică în 1927.
| Titlu                          | Titlu original              | Regizor                               | Distribuție                                                                             | Gen                     | Note                            |
| ------------------------------ | --------------------------- | ------------------------------------- | --------------------------------------------------------------------------------------- | ----------------------- | ------------------------------- |
| 1927                           |                             |                                       |                                                                                         |                         |                                 |
| Țar și poet                    | Поэт и Царь                 | Vladimir Gardin, Evgheni Cerveakov    | Evgheni Cerveakov, Irina Volodko, Konstantin Karenin                                    |                         | Istoric                         |
| Anne                           | Аня                         | Olga Preobrazhenskaya                 |                                                                                         |                         |                                 |
| Bed and Sofa                   | Третья Мещанская            | Abram Room                            | Lyudmila Semyonova, Nikolai Batalov                                                     | Satire                  | discută despre poligamie, avort |
| The Big Cockroach              | Тараканище                  | Alexander Ivanov                      |                                                                                         | Animație                | Film pierdut                    |
| The Club of the Big Deed       | Союз Великого дела          | Grigori Kozintsev, Leonid Trauberg    | Sergei Gerasimov, Andrei Kostrichkin, Pyotr Sobolevsky, Oleg Zhakov, Yanina Zhejmo      | Istoric, drama          |                                 |
| The Decembrists                | Декабристы                  | Aleksandr Ivanovsky                   | Vladimir Maksimov, Yevgeni Boronikhin, Varvara Annenkova                                | Drama                   |                                 |
| The Diplomatic Pouch           | Сумка дипкурьера            | Alexander Dovzhenko                   | M. Buyukli, A. Klymenko, Heorhii Zelondzhev-Shypov                                      | Thriller                |                                 |
| The End of St. Petersburg      | Конец Санкт-Петербурга      | Vsevolod Pudovkin                     | Aleksandr Chistiakov                                                                    | Istoric, drama, acțiune |                                 |
| The Forty-First                | Сорок первый                | Yakov Protazanov                      | Ada Vojtsik, Ivan Koval-Samborsky                                                       | Film de război          |                                 |
| The Girl from a Far River      | Девушка с далекой реки      | Yevgeni Chervyakov                    | Roza Sverdlova                                                                          | Drama                   |                                 |
| The Girl with a Hatbox         | Девушка с коробкой          | Boris Barnet                          | Anna Sten, Vladimir Mikhailov, Vladimir Fogel                                           | Comedie romantică       |                                 |
| Jews on Land                   | Евреи на земле              | Abram Room                            |                                                                                         | Documentar, scurt       |                                 |
| In the Quagmire                | В трясине                   | Ivane Perestiani                      | Pavel Yesikovsky                                                                        | Drama                   |                                 |
| A Kiss from Mary Pickford      | Поцелуй Мэри Пикфорд        | Sergei Komarov                        | Igor Ilyinsky, Anel Sudakevich, Mary Pickford, Douglas Fairbanks, Vera Malinovskaya     | Comedie                 |                                 |
| Little Brother                 | Братишка                    | Grigori Kozintsev and Leonid Trauberg | Pyotr Sobolevsky, Yanina Zhejmo, Sergei Martinson, Andrei Kostrichkin, Sergei Gerasimov | Comedy                  | Film pierdut                    |
| Man from the Restaurant        | Человек из ресторана        | Yakov Protazanov                      | Michael Chekhov, Vera Malinovskaya, Ivan Koval-Samborsky                                | Drama                   |                                 |
| Moscow in October              | Москва в Октябре            | Boris Barnet                          | Boris Barnet, Ivan Bobrov, Aleksandr Gromov, Vasili Nikandrov                           | Drama, history, biopic  | Film pierdut parțial            |
| Prostitute                     | Проститутка                 | Oleg Frelikh                          | Vera Georgiyevna Orlova, Olga Bonus, E. Yarosh                                          | Drama                   |                                 |
| His Excellency                 | Его превосходительство      | Grigori Roshal                        | Leonid Leonidov, Mariya Sinelnikova, Yuliy Untershlak                                   | Drama                   |                                 |
| The Slave                      | Раба                        | Arkadi Yalovoy                        | Hasmik, B. Madatova, Nina Manucharyan                                                   | Drama                   |                                 |
| Somebody Else's Coat           | Чужой пиджак                | Boris Shpis                           | Andrei Kostrichkin, Sergei Gerasimov, Pyotr Sobolevsky, Yanina Zhejmo, Tamara Makarova  | Comedie                 |                                 |
| Three Friends and an Invention | Два друга, модель и подруга | Alexei Popov                          | S. Lavrentyev, Alexei Popov, Olga Tretyakova                                            | Comedie, romantic       |                                 |
| The Whirlpool                  | Водоворот                   | Pavel Petrov-Bytov                    | Tatyana Guretskaya                                                                      |                         |                                 |
| The Yellow Ticket              | Земля в плену               | Fyodor Otsep                          | Anna Sten                                                                               | Drama                   |                                 |
| Your Acquaintance              | Ваша знакомая               | Lev Kuleshov                          | Aleksandra Khokhlova                                                                    | Drama                   | Film pierdut                    |
| Women of Ryazan                | Бабы рязанские              | Ivan Pravov, Olga Preobrazhenskaya    | Kuzma Yastrebitsky, Olga Narbekova, Yelena Maksimova                                    | Drama                   |                                 |
| Zare                           | Зарэ                        | Hamo Beknazarian                      | Maria Tenazi, Hrachia Nersisyan, Avet Avetisyan                                         | Drama                   |                                 |
| Zvenigora                      | Звeнигopа                   | Alexander Dovzhenko                   | Georgi Astafyev                                                                         | Drama                   |                                 |